# Robertsdale
Robertsdale è un comune degli Stati Uniti d'America situato nella contea di Baldwin dello Stato dell'Alabama.

## Città e paesi vicini
| - Silverhill - Summerdale - Loxley - Foley | - Elberta - Fairhope - Daphne - Point Clear |

## Geografia fisica
Robertsdale è situata a 30°33'16.034" N, 87°42'20.038" O. L'U.S. Census Bureau certifica che la città occupa un'area totale di 14,10 km², interamente composti da terra.

## Storia
La Southern Plantation Corporation di Chicago (Illinois) fondò Robertsdale nel 1905. L'ubicazione della città venne scelta con molta probabilità per la presenza di terra fertile e per il fatto che le linee ferroviarie di Louisville e Nashville erano state recentemente estese a Foley. Il nome della città venne dato in onore ad un funzionario della Corporation, il dottore B.F. Roberts, e la città venne incorporata nella contea nel 1921.

## Società

### Evoluzione demografica
Al censimento del 2000, risultano 3.782 abitanti, 1.444 nuclei familiari e 1.054 famiglie residenti in città. La densità della popolazione è di 268,23 ab./km². Ci sono 1.573 alloggi con una densità di 111,20/km². La composizione etnica della città è 94,26% bianchi, 3,31% neri o afroamericani, 0,71% nativi americani, 0,24% asiatici, 0,42% di altre razze, e 1,06% meticci. L'1,93% della popolazione è ispanica.
Dei 1.444 nuclei familiari, il 36,40% ha figli di età inferiore ai 18 anni che vivono in casa, il 55,30% sono coppie sposate che vivono assieme, il 13,70% è composto da donne con marito assente, e il 27,00% sono non-famiglie. Il 23,50% di tutti i nuclei familiari è composto da singoli e l'11,20% da singoli con più di 65 anni di età. La dimensione media di un nucleo familiare è di 2,60 mentre la dimensione media di una famiglia è di 3,06.
La suddivisione della popolazione per fasce d'età è la seguente: 28,10% sotto i 18 anni, 9,60% dai 18 ai 24, 27,70% dai 25 ai 44, 21,10% dai 45 ai 64, e 13,50% oltre i 65 anni. L'età media è 34 anni. Per ogni 100 donne ci sono 90,30 uomini. Per ogni 100 donne sopra i 18 anni ci sono 86,90 uomini.
Il reddito medio di un nucleo familiare è di 33.194$, mentre per le famiglie è di 39.138$. Gli uomini hanno un reddito medio di 30.788$ contro i 19.852$ delle donne. Il reddito pro capite della città è di 16.510$. L'11,20% della popolazione e il 9,80% delle famiglie è sotto la soglia di povertà. Sul totale della popolazione, il 12,00% dei minori di 18 anni e il 14,40% di chi ha più di 65 anni vive sotto la soglia di povertà.